# Gaëlle Bourges
Pour les articles homonymes, voir Bourges (homonymie).
Gaëlle Bourges, née le 4 janvier 1967 à Boulogne-Billancourt, est une danseuse et chorégraphe française.
Gaëlle Bourges a reçu le Prix Chorégraphie de la SACD 2024.

## Biographie

### Famille, jeunesse
Née le 4 janvier 1967 à Boulogne-Billancourt, Gaëlle Bourges grandit à Châtenay-Malabry et fait ses études au collège et lycée Lakanal, à Sceaux, jusqu’en hypokhâgne.
Au début de son adolescence, elle passe une année avec sa famille dans le Tennessee, aux États-Unis, expérience qu’elle relate en partie dans le spectacle Lascaux.

### Formation et créations
Elle débute la pratique de la danse à l’âge de 5 ans, et après une dizaine d’années de danse classique, elle s'oriente vers le modern jazz et les claquettes avant d’intégrer la section « danse contemporaine » de l'École Paris-Centre à Paris, après un DEUG d’anglais à la Sorbonne.
Après deux ans, elle quitte cette école pour suivre l’enseignement du même professeur à la Ménagerie de verre pendant cinq ans. Elle se forme à la même période à la commedia dell’arte et en clown avec la comédienne Nicole Félix, puis intègre un cursus de théâtre à l’École du Passage, dirigée par Niels Arestrup. Après ces années d’études, elle crée une première structure de travail avec la danseuse Florence Bresson, la Compagnie du K, et signe trois pièces : L’Ange et le Soleil (1994), La Vie de Barbara Haynes (avant sa mort) (1996) et Le Marin acéphale (1999), qui fondent une relation entre la peinture, le cinéma et des formes expérimentales de récit qui seront le creuset du travail à venir.
Après Le Marin acéphale, elle entreprend une licence et une maîtrise en arts du spectacle option danse à l’université Paris 8, et crée une nouvelle structure, le Groupe Raoul Batz, avec la scénographe Béatrice Le Sire, et la comédienne-performeuse-administratrice Adélaïde Ronchi. Elles inventent et signent à trois, entre 2000 et 2005, une déclinaison de performances intitulée Homothétie 949 ou les contours progressifs de l’index 10 — une étude sur le corollaire entre l’invention de la perspective centrale, l’anatomie, la naissance de la scène dite « à l’italienne », les automates et le cogito de Descartes,.
Parallèlement, elle découvre de nouvelles pratiques qu’elle explore assidûment — danse contact, contact improvisation, etc. ; et des techniques somatiques (elle entreprend la formation diplômante en Body-Mind Centering en Allemagne, puis aux États-Unis).
Elle n'achève pas sa maîtrise, le Groupe Raoul Batz se sépare, mais la fabrication de spectacles continue : L’Âne (2006) est un solo où elle expérimente une première forme de récit autobiographique ; Strip est une performance qu'elle interprète avec Carla Bottiglieri, Marianne Chargois et Alice Roland pour Nuit Blanche 2017, à Paris, et qui propose une lecture iconoclaste du strip-tease. Ce spectacle donnera lieu à Je baise les yeux en 2009, qui ouvre une nouvelle ère dans son travail chorégraphique.
Gaëlle Bourges a également suivi une formation de chant et de piano en conservatoire, puis a chanté dans différents groupes de rock et pop. Elle a cofondé et animé au début des années 1990 une compagnie de comédie musicale pour et avec des enfants (le Théâtre du Snark) ; elle a travaillé en tant que régisseuse plateau à la BnF entre 2001 et 2006, puis comme strip-teaseuse entre 2006 et 2009 (expérience relatée dans la pièce Je baise les yeux).

### Création de l'associationOs
En 2005, Gaëlle Bourges, Carla Bottiglieri, danseuse, chorégraphe et chercheuse, et Monia Bazzani, danseuse, toutes trois étudiantes au département danse de l’université Paris 8, créent l’association Os. Sous ce nom, Gaëlle Bourges va développer son travail à partir de 2009.
Je baise les yeux est la première pièce qui reçoit une reconnaissance dans le milieu de la danse contemporaine : conférence sur la pratique du striptease coécrite avec Marianne Chargois, Gaspard Delanoë et Alice Roland, elle est à la fois le prolongement de la question sur l’œil posée plus tôt par Homothétie 949, et le fruit de la réflexion entamée avec Strip : une tentative de faire une histoire critique de la représentation des corps, et notamment des corps nus.

## Créations depuis 2009
- 2009 : Je baise les yeux, une conférence sur la pratique du strip-tease.
- 2010 : La Belle Indifférence, sur le rapport entre les nus féminins dans la peinture européenne et les modèles féminins dans le travail sexuel.
- 2012 : En découdre (un rêve grec), pour une solution à la crise grecque, en rendant hommage à l’Antiquité et à l’efficacité nulle des assignations de genre et de sexe.
- 2013 : Le Verrou (figure de fantaisie attribuée à tort à Fragonard), ou comment l'histoire de l'art rend fou ; Un beau raté, sur ce qu'on rate magnifiquement, et notamment la maison d'Emily Dickinson à Amherst (Massachusetts).
- 2014 : 59, sur la fin de l'industrie textile à Roubaix ; A mon seul désir, programmé au festival d'Avignon en 2015, sur la tapisserie de La Dame à la licorne, autour de 1500.
- 2015 : Lascaux, sur la grotte de Lascaux et la préhistoire dans le Tennessee[11].
- 2016 : Revoir Lascaux (spectacle tous publics) ; Front contre front, sur un chapiteau roman du XIe siècle à Poitiers.
- 2017 : Conjurer la peur, sur la fresque du Bon et du Mauvais Gouvernement peinte par Ambrogio Lorenzetti, à Sienne, Italie, XIVe siècle[12],[13] ; Incidence 1327, cosignée avec la plasticienne et performeuse Gwendoline Robin — une commande du festival d'Avignon 2017 dans le cadre des « Sujets à Vif » - sur l'incidence des rencontres, notamment celle de Laure et Pétrarque au XIVe siècle.
- 2017 : Les nus qui fâchent, conférence sur l’apparition des corps nus dans la sphère du spectacle vivant.
- 2018 : Le bain (spectacle tous publics), sur deux scènes de bain du XVIe siècle ; Confluence n°... avec Gwendoline Robin et Stéphane Monteiro a.k.a XtroniK, sur les lunes de Jupiter ; Ce que tu vois, sur la tapisserie de l'Apocalypse d'Angers, XIVe siècle[14].
- 2020 : OVTR (ON VA TOUT RENDRE), sur le pillage de l'Acropole par Lord Elgin et son équipe au début du XIXe siècle[15],[16].
- 2021 : (La bande à) LAURA (spectacle tous publics), sur la disparition des deux modèles féminins dans l'Olympia d'Édouard Manet, 1863[17],[18],[19],[20],[21].
- 2021 : Concert Os / revenir !, les tubes électro des spectacles Os chantés et dansés en live sur cat walk.

- 2022 : LOULOU (la petite pelisse), sur le lien des corps nus avec la fourrure, à partir d’un tableau de Pierre Paul Rubens et le cinéma de Jacques Demy ; Une salle où se rafraîchir, une performance d’après A mon seul désir dans la salle de la tapisserie de « La Dame à la licorne », au Musée de Cluny – musée national du Moyen Âge.

- 2023 : AUSTERLITZ, un puzzle qui imbrique peu à peu des blocs de mémoires « à la manière de Sebald »[22],[23],[24],[25],[26] ; La salle de fêtes, une installation/performance qui fait parler les fresques coloniales du Forum du Palais de la Porte Dorée, festival L’Envers du décor, avec Abigail Fowler & Stéphane Monteiro ; Vous qui entrez ici, sur le lien entre danse et mythologie basques, avec l’écrivain & photographe Marc Blanchet.
- 2024 : Juste Camille, d’après l’ « Histoire de Camille » peinte sur un coffre italien de mariage du 15e, avec les artistes étudiant.e.s de l’École Nationale Supérieure des Arts de la Marionnette – ESNAM ; Amies secrètes, performance qui convoque les fantômes des artistes femmes au sein de l’exposition « Surréalisme. Le Grand Jeu », au musée cantonal des beaux-arts de Lausanne.